# SpongeBob Kanciastoporty (postać)
SpongeBob Kanciastoporty (ang. SpongeBob SquarePants; ur. 14 lipca 1986) – postać fikcyjna, główny bohater amerykańskiego serialu animowanego o tej samej nazwie. W oryginalnej wersji językowej głos SpongeBobowi podkłada Tom Kenny, w polskiej – Jacek Kopczyński.

## Opis postaci
SpongeBob jest optymistycznie nastawioną do życia gąbką morską, mieszkająca w domu przypominającym ananasa, który znajduje się w miasteczku Bikini Dolne (ang. Bikini Bottom) na dnie oceanu. SpongeBob wyglądem przypomina gąbkę kuchenną. Kanciastoporty jest bardzo energiczny oraz epatuje radością, co niekoniecznie podoba się osobom w jego otoczeniu. Jego najlepszym przyjacielem jest mieszkający blisko niego Patryk Rozgwiazda, SpongeBob za swojego najlepszego przyjaciela uważa również Skalmara, który go nie lubi, lecz gąbka tego nie dostrzega. Pracuje w restauracji typu fast-food „Pod Tłustym Krabem”, prowadzonej przez Eugeniusza Kraba, który wykorzystuje SpongeBoba do pracy, nie płaci mu za to uczciwie. Praca jest jedną z pasji SpongeBoba, w wolnych chwilach lubi też puszczać bańki mydlane i łowić meduzy. Ponadto uczęszcza do szkoły jazdy Pani Puff, gdzie 38 razy nie zdał egzaminu na prawo jazdy.

## Tworzenie postaci

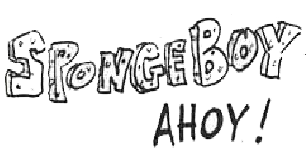

Pierwszy szkic koncepcyjny przedstawiał postać w czerwonym kapeluszu i białej koszuli z krawatem. Wygląd SpongeBoba stopniowo się zmieniał. Nosił również brązowe spodnie użyte w ostatecznym projekcie. SpongeBob został zaprojektowany jako  postać, która była głupkowata i w optymistycznym stylu.
Pierwotnie postać miała nazywać się „SpongeBoy” (i seria o nazwie „SpongeBoy Ahoy!”), ale ta nazwa była już używana jako nazwa dla marki ołówków. Dowiedziawszy się o tym, Hillenburg wiedział, że imię postaci nadal musi zawierać „Gąbkę”, aby widzowie nie pomylili Spongeboba z „postacią z sera”. W 1997 roku zdecydował się użyć imienia „SpongeBob” z „SquarePants” jako nazwiska rodowego, przy czym to drugie odnosi się do kwadratowego kształtu postaci oraz jej ubioru.
Przed zamówieniem SpongeBoba jako pełnej serii, dyrektorzy Nickelodeon upierali się, że nie będzie on popularny, chyba że głównym bohaterem będzie dziecko, które chodzi do szkoły. W końcu poszedł na kompromis, dodając do głównej obsady nową postać, panią Puff, która jest kursantką w Ośrodku Kształcenia Kierowców do którego uczęszczał SpongeBob. 
Odcinki z lat 2000 i 2001 podały datę urodzin SpongeBoba jako 14 lipca 1986 roku, chociaż jego wiek pozostaje niejasny w całej serii. 

## Odbiór
W 2011 roku na cześć SpongeBoba Kanciastoportego nazwany został nowo odkryty gatunek grzyba – Spongiforma squarepantsii.